# الهدار الجنوبي (الأفلاج)
الهدار الجنوبي، هي قرية من فئة (ب) تقع في محافظة الأفلاج[ ؟ ]، والتابعة لمنطقة الرياض في السعودية. وتبعد الهدار الجنوبي عن محافظة الأفلاج بمسافة تقارب () كم.